# Stanisław Książkowski
Stanisław Książkowski (ur. 23 listopada 1899 w Poznaniu, zm. 27 czerwca 1995 tamże) – żołnierz P.O.W., uczestnik Powstania Wielkopolskiego. Uchwałą z dnia 24 lutego 1972 roku mianowany na stopień podporucznika.

## Życiorys
Syn robotnika Wojciecha Książkowskiego i Michaliny z domu Lechna. Najstarszy z dziewięciorga rodzeństwa w wieku 10 lat musiał podjąć pracę aby dopomóc w utrzymaniu rodziny. Po ukończeniu siedmiu klas szkoły powszechnej – niemieckiej i szkoły handlowej rozpoczął naukę jako drogerzysta. Nauki nie ukończył, gdyż w 1916 roku został powołany do służby w wojsku niemieckim. Przed poborem ukrywał się pracując dorywczo i udzielając się od dziesiątego roku życia w Towarzystwie Gimnastycznym „Sokół” gniazdo Poznań-Wilda, gdzie naczelnikiem był jego stryj Antoni Lechna. Ojciec Wojciech i brat Feliks należeli do Konspiracji. Ojciec odbywał ćwiczenia w Straży Ludowej, a brat Kursy Sanitarne. Od 1915 roku należał do Bojowo-Niepodległościowej Organizacji „Unia” w Poznaniu. Spotkania odbywały się w sali „Golam” ul. Dolna Wilda. Drużynowym był Stanisław Nogaj ps. „Piłat” – później jeden z dowódców oddziału Powstania Wielkopolskiego. Od 1910 roku Brał udział w tajnej nauce języka polskiego, której udzielały patriotki Hanna Woyniewicz, oraz Aniela Tułodziecka.

## Tuż przed Powstaniem
W 1917 roku, kiedy padł ofiarą konfidenta, został aresztowany i jako dezerter uwięziony w kazamatach na „Grolmanie”. Z więzienia wcielono go z końcem 1917 roku do wojska niemieckiego i wysłano do Belgii. Następnie wywieziony transportem na front zachodni we Francji został w lipcu 1918 roku ranny i wysłany do szpitala wojska niemieckiego w Norymberdze – w Bawarii gdzie przeżył w listopadzie 1918 roku wybuch rewolucji niemieckiej. Będąc w stałym kontakcie z poznańską organizacją P.O.W. dostał nakaz do powrotu do Poznania. Zdezerterował ze szpitala i z początkiem grudnia 1918 roku wrócił do Poznania gdzie ponownie zgłosił się do organizacji bojowej „Unia” biorąc udział w pracy rewolucyjnej. Przydzielono go do Kompanii Wywiadowczo – Wykonawczej, której komendantem był Nogaj.

## Powstanie Wielkopolskie
Po przyjeździe do Poznania Ignacego Paderewskiego, wraz z misją wojskową angielsko – francuską, jako członek P.O.W. uzbrojony w broń palną zabezpieczał pochód. W dniu wybuchu powstania 27 grudnia 1918 roku znajdował się w „Zielonej Kawiarni” przy ul. Wrocławskiej, gdzie mieściła się siedziba wszystkich komend. Stamtąd, usłyszawszy pierwsze wystrzały broni, oraz okrzyki – „Polacy do boju!”, ruszył pod gmach policji, gdzie zabarykadowali się Niemcy – policja i wojsko. Po pierwszych pertraktacjach i poddaniu się Niemców, jego oddział pomaszerował po zaopatrzenie się w dodatkową broń, amunicje i granaty ręczne do oddziału „Muzeum” obok „Bazaru”, gdzie mieściło się zaopatrzenie P.O.W. Do 15 lutego 1919 roku z bronią w ręku brał udział w walkach powstańczych na terenie Poznania, a od 15 lutego z powodu otwarcia się ran dostał się do szpitala wojsk polskich przy Placu Bernardyńskim. Brał udział w rozlepianiu ulotek, organizowaniu manifestacji, organizowaniu broni i przeprowadzaniu sabotażu w wojsku pruskim. W Powstaniu brał udział w walce o gmach policji, zajmowaniu koszar przy ul. Solnej, zajmowaniu „Kernwerku” i zdobywaniu Ławicy. Ze szpitala zwolniony w styczniu 1920 roku. Jako 50-procentowy inwalida wojenny 9 lutego 1920 roku rozpoczął pracę na stacji Poznań Główny jako kolejarz. Po 40 latach stałej pracy w kolejnictwie w lutym 1960 roku przeszedł na emeryturę.

## Dalsze lata
Podczas okupacji hitlerowskiej również pracował na stacji Poznań Głowy w charakterze robotnika. W tym okresie prowadził rozległe akcje sabotażowe – dywersyjne wespół z grupą współpracowników, aż do oswobodzenia miasta Poznania. W czasie walk ulicznych w Poznaniu brał udział w rozbijaniu faszystów udzielając pomocy oddziałowi wojsk radzieckich, ulokowanemu w jego mieszkaniu przy ul. Czesława nr 2. Tam też 5 lutego 1945 roku został ciężko ranny i zasypany gruzami. Po wyleczeniu się z ran kontynuował pracę w kolejnictwie. Po przejściu na emeryturę udzielał się wszechstronnie w pracy społecznej. Od 2 maja 1945 roku należał do poznańskiego chóru „Hasło”.
Pochowany został na Cmentarzu Junikowskim w Poznaniu.

## Odznaczenia
- 13 listopada 1958 – Wielkopolski Krzyż Powstańczy[3]
- 21 grudnia 1972 – Krzyż Kawalerski Orderu Odrodzenia Polski
- 5 lutego 1986 – Odznaka honorowa „Za zasługi w rozwoju województwa poznańskiego”
- 29 czerwca 1979 – Odznaka Honorowa Miasta Poznania
- 9 października 1988 – Złota Odznaka „Przodujący Kolejarz”
- 26 października 1998 – Krzyż Oficerski Orderu Odrodzenia Polski[4]